# Пета (кошка)
Пета (англ. Peta) — кошка, служившая главным мышеловом в кабинете правительства Соединенного Королевства в период с 1964 года и между 1969 и 1976 годами и была первой кошкой-самкой в этой роли. Она стала заменой Питеру III, который умер в возрасте 16 лет в 1964 году. После его смерти, лейтенант-губернатор острова Мэн, сэр Рональд Гарви, предложил, чтобы Питера III заменила мэнская кошка и отправил Пету в кабинет. Она была ленивой и шумной, и к 1969 году некоторые государственные служащие пытались убрать её из кабинета министров, но этого не произошло из-за риска ухудшения репутации. Больше о ней не слышали, пока ответ представителю общественности в 1976 не показал, что её перевели в дом государственного служащего. Её преемником был Уилберфорс, который стал следующим Главным мышеловом в 1970-х годах.